# Mount Healthy
Mount Healthy è un comune degli Stati Uniti d'America, situato nello stato dell'Ohio, nella contea di Hamilton.